# SHOUT! (沢田研二の曲)
「SHOUT!」（シャウト）は、日本の歌手である沢田研二の77枚目のシングルである。
2019年3月11日にJULIE LABELより発売された。

## 解説
- 演奏はギタリストの柴山和彦のみ。コーラスは、音楽劇「大悪名」で共演した俳優陣、スタッフが参加している。
- 2018年はミニ・アルバムの制作であったため、シングルの発売は2年ぶり。
- 東日本大震災が起こった2011年3月11日に哀悼の意を表して、2019年3月11日にリリース。

## 収録曲
1. 根腐れpolitician
  - 作詞：沢田研二／作曲：柴山和彦
2. SHOUT!
  - 作詞・作曲：沢田研二